# (90377) Sedna
Sedna (símbolo: ) es el cuerpo menor del sistema solar número 90377; concretamente es un objeto transneptuniano. En 2012 se encontraba aproximadamente tres veces más lejos del Sol que Neptuno. Durante la mayor parte de su órbita está incluso más lejos del Sol, con su afelio estimado en 960 ua —32 veces la distancia de Neptuno—, por lo que es uno de los objetos más lejano conocidos del sistema solar que no sean los cometas de periodo largo. La órbita excepcionalmente larga y elongada de Sedna, que tarda unos 11 400 años en completarse, y su lejano punto de máxima aproximación al Sol, a 76 ua, han dado lugar a mucha especulación en cuanto a su origen.
Fue descubierto el 14 de noviembre de 2003 desde el observatorio Palomar de Estados Unidos. El nombre de Sedna proviene de la diosa de la mitología esquimal del mar y de los animales marinos. Hostil a los hombres y dotada de una altura gigantesca, Sedna estaba condenada a vivir en las frías profundidades del océano Ártico, cerca de Canadá.
La espectroscopia reveló que la composición de su superficie es similar a la de otros objetos transneptunianos, siendo en gran medida una mezcla de hielo y tolina con metano y nitrógeno congelados. Su superficie es una de las más rojas en el sistema solar. No se conoce bien ni su masa ni su tamaño y la Unión Astronómica Internacional no lo ha reconocido formalmente como un planeta enano, aunque varios astrónomos estiman que lo es, ya que su perihelio es demasiado grande como para haber sido dispersado por cualquiera de los planetas conocidos.
El Centro de Planetas Menores lo coloca en el disco disperso, un grupo de objetos enviados a órbitas muy alargadas por la influencia gravitacional de Neptuno. Sin embargo, esta clasificación es cuestionada, ya que Sedna nunca se acerca lo suficiente a Neptuno como para que pueda afectarle, lo que llevó a algunos astrónomos a concluir que en realidad es el primer miembro conocido de la región más densa y profunda de la gran nube de Oort. Otros especulan con que podría haber sido empujado a su órbita actual por una estrella en tránsito, tal vez del seno del grupo de nacimiento del Sol, o incluso que fuera capturado de otro sistema estelar. Otra hipótesis sugiere que su órbita puede ser evidencia de otro planeta más allá de la órbita de Neptuno. El astrónomo Michael E. Brown —codescubridor de Sedna y de los planetas enanos Eris, Haumea y Makemake— cree que es el objeto transneptuniano más importante encontrado hasta la fecha, pues el estudio de su inusual órbita puede aportar información valiosa acerca del origen y la evolución temprana del sistema solar.
Una misión exploratoria de sobrevuelo planetario a Sedna en el perihelio podría completarse en 24.5 años utilizando una asistencia gravitatoria de Júpiter.

## Descubrimiento y nombre
El 14 de noviembre de 2003, Michael E. Brown del Instituto de Tecnología de California, Chadwick A. Trujillo del Observatorio Gemini y David Lincoln Rabinowitz de la Universidad Yale descubrieron Sedna —designado provisionalmente 2003 VB12 — como parte de un estudio que comenzó en 2001 con el telescopio Samuel Oschin en el Observatorio Palomar, en el que emplearon la cámara Palomar Quest de 160 megapíxeles de Yale. Observaron un objeto que se movía en 4.6 segundos de arco en 3.1 horas con respecto a las estrellas, indicando que su distancia era de aproximadamente 100 ua. Las observaciones de seguimiento en noviembre y diciembre de 2003 con el telescopio SMARTS en el Observatorio Interamericano del Cerro Tololo en Chile, así como con el telescopio Tenagra IV del Observatorio W. M. Keck en Hawái, revelaron que el objeto se movía a lo largo de una órbita distante altamente excéntrica. Posteriormente, el objeto fue identificado en imágenes precovery realizadas anteriormente por el telescopio Samuel Oschin así como en las imágenes del programa Near Earth Asteroid Tracking. Estas posiciones anteriores ampliaron su arco orbital conocido y permitió un cálculo más preciso de la órbita.
«Nuestro objeto recientemente descubierto es el lugar más frío y más lejano conocido en el sistema solar», dijo Brown en su página web, «así que siento que es apropiado nombrarlo en honor de Sedna, la diosa inuit del mar, que se creía que vivía en la parte inferior del frígido océano Ártico». Brown también le sugirió al Centro de Planetas Menores de la Unión Astronómica Internacional que los objetos que fueran descubiertos en la región orbital de Sedna en el futuro también deberían llevar el nombre de las entidades en la mitología del Ártico. El equipo hizo público el nombre «Sedna» antes de que el objeto hubiera sido oficialmente numerado. Brian Marsden, director del Centro de Planetas Menores, dijo que tal acción era una violación del protocolo, y que algunos miembros de la UAI podrían votar en contra. Sin embargo, no hubo objeciones al nombre, y no se propusieron otros. El Comité de la IAU sobre Nomenclatura de Cuerpos Menores aceptó formalmente el nombre en septiembre de 2004, y también consideró que, en casos similares de extraordinario interés, podría permitir en el futuro que se anunciaran los nombres antes de que fueran numerados oficialmente.

## Órbita y rotación

Animación que representa la órbita de Sedna (en color rojo) en relación a las órbitas de los planetas interiores (color amarillo), el cinturón principal de asteroides (blanco), los planetas exteriores y Plutón (color verde) y el cinturón de Kuiper (celeste).

Sedna tiene el mayor período orbital de cualquier objeto grande conocido en el sistema solar, calculado en cerca de 11 400 años. Su órbita es extremadamente excéntrica, con un afelio que se calcula en 937 ua y un perihelio de unas 76 ua, siendo el mayor para los objetos conocidos del sistema solar. Cuando fue descubierto se encontraba a aproximadamente 89.6 ua del Sol, y era el objeto más distante observado del sistema solar. Posteriormente, el mismo equipo de investigadores descubrió Eris a 97 ua. Si bien las órbitas de algunos cometas de periodo largo se extienden más allá de la de Sedna, son demasiado difusos para ser descubiertos excepto cuando se aproximan a su perihelio en el sistema solar interior. Aunque Sedna alcance su perihelio hacia 2076, el Sol aparecería simplemente como una estrella muy brillante en su cielo, sólo cien veces más brillante que el plenilunio en la Tierra, y demasiado lejos como para ser visible como un disco a simple vista.
Cuando fue descubierto se pensaba que Sedna tenía un período rotacional inusualmente largo —de veinte a cincuenta días—, por lo que inicialmente se especuló con que su rotación era ralentizada por una compañera binaria, como Caronte, la luna de Plutón. En marzo de 2004, el telescopio espacial Hubble buscó ese satélite, pero no encontró nada, y las medidas posteriores del telescopio sugirieron períodos de rotación mucho menores —de 10 horas aproximadamente—, bastante típico para un cuerpo de su tamaño.

## Características físicas

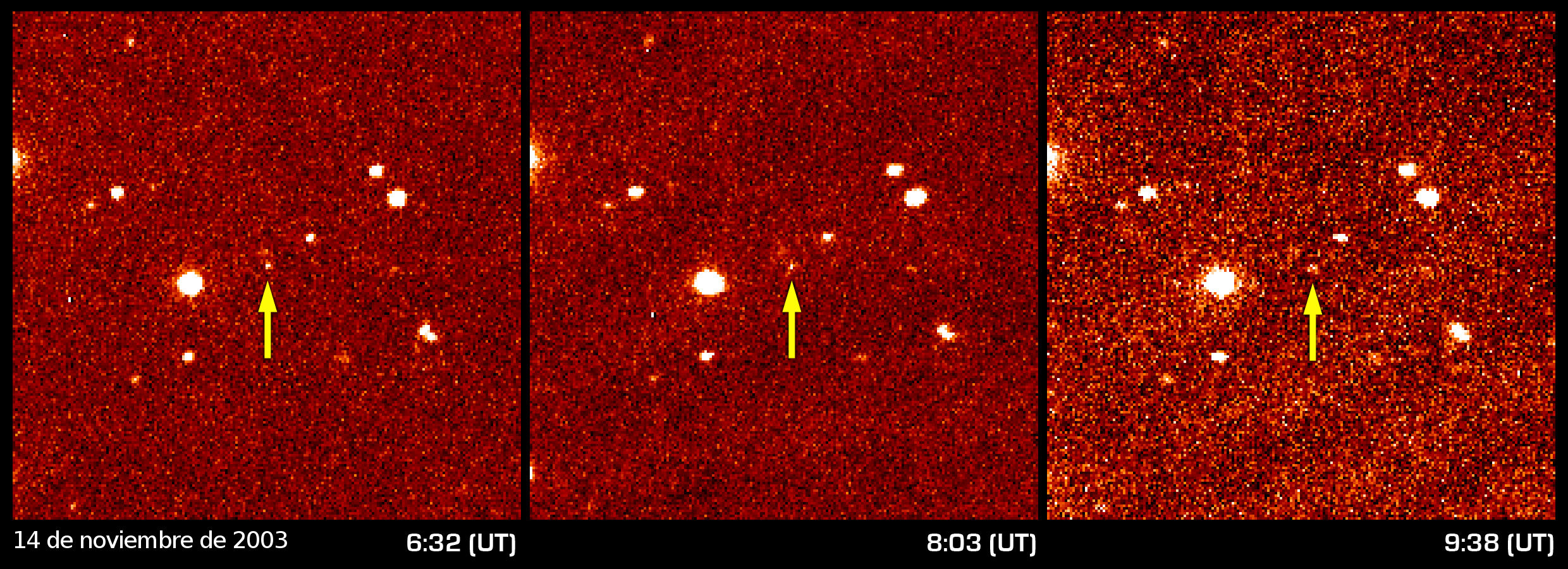
Imágenes de Sedna.

Sedna tiene una magnitud absoluta banda V —H— de aproximadamente 1.8 y se estima que tiene un albedo de alrededor de 0.32, lo que le otorga un diámetro de aproximadamente 1000 km. En el momento de su descubrimiento, fue el objeto intrínsecamente más brillante que se encontró en el sistema solar desde Plutón en 1930. En 2004, los descubridores estimaron el límite máximo de su diámetro en 1800 km, pero en 2007 este valor fue revisado y reducido a menos de 1600 km después de ser observado por el telescopio espacial Spitzer. En 2012, las mediciones del Observatorio Espacial Herschel sugirieron que el diámetro de Sedna es de 995 ± 80 km, lo que lo haría más pequeño que Caronte. Como Sedna no tiene satélites conocidos, determinar su masa es imposible en la actualidad sin enviar una sonda espacial. Sin embargo, si además de los cálculos anteriores para su diámetro se toma como referencia la densidad de Plutón de 2.0 g/cm³, el rango de masa estimada es aproximadamente 1 x 1021 kg.
Las observaciones de los telescopios SMARTS muestran que en el espectro visible Sedna es uno de los objetos más rojos del sistema solar, casi tan rojo como Marte. Se sugirió que el color rojo oscuro de Sedna se debe a una capa superficial de lodo con hidrocarburos, o tolina, formada a partir de compuestos orgánicos más sencillos tras una larga exposición a la radiación ultravioleta. Su superficie es homogénea en color y espectro, lo cual puede deberse a que Sedna, a diferencia de los objetos más cercanos al Sol, raras veces es impactado por otros cuerpos, lo que expondría las partes brillantes de material congelado fresco, como en Asbolo. Sedna y otros dos objetos muy distantes —2000 OO67 y 2006 SQ372— comparten su color con los objetos clásicos del cinturón de Kuiper y el centauro Pholus, lo que sugiere un origen en una región similar.
Se establecieron límites superiores a la composición de la superficie de Sedna en 60 % de metano congelado y un 70 % de hielo. La presencia de metano también apoya la existencia de tolinas en la superficie de Sedna, ya que son producidas por la irradiación de metano. El espectro de Sedna fue comparado con el de Tritón y se detectaron bandas de absorción débiles pertenecientes a metano y nitrógeno congelados. A partir de estas observaciones, se sugirió el siguiente modelo de la superficie: 24 % de tolinas tipo Tritón, 7 % de carbono amorfo, un 10 % de nitrógeno, 26 % de metanol y 33 % de metano. La detección de metano y agua congelados se confirmó en 2006 por la fotometría en infrarrojo medio del telescopio espacial Spitzer. La presencia de nitrógeno en la superficie sugiere la posibilidad de que, al menos por un tiempo corto, Sedna pudo poseer una atmósfera. Durante un período de alrededor de doscientos años cerca del perihelio la temperatura máxima de Sedna debió exceder de los 35.6 K (−237.55 °C), la temperatura de transición entre la fase alfa-sólida de N2 y la fase beta vista en Tritón. A los 38 K (−235.15 °C), la presión de vapor de N2 sería de 14 microbares (0.000 014 atmósferas). Sin embargo, su profunda inclinación espectral roja es un indicativo de una alta concentración de materia orgánica en su superficie, y sus bandas débiles de absorción de metano indican que el metano en la superficie de Sedna es antiguo, en lugar de depositarse recientemente. Esto quiere decir que Sedna es demasiado frío para que el metano se evapore de la superficie y luego caiga de nuevo en forma de nieve, como ocurre en Tritón y, probablemente, en Plutón.
Los modelos de calentamiento interno a través de la desintegración radiactiva sugieren que Sedna podría ser capaz de soportar un océano subterráneo de agua líquida.

## Origen

Imagen en la que se muestran el sistema solar interior, los asteroides, el sistema solar exterior, el cinturón de Kuiper, la órbita de Sedna, y parte de la nube de Oort interior.

En el artículo en que anunciaban el hallazgo de Sedna, los descubridores lo describieron como el primer cuerpo observado perteneciente a la nube de Oort, una hipotética nube de cometas que se cree existe a una distancia de aproximadamente un año luz del Sol. Observaron que, a diferencia de objetos del disco disperso como Eris, el perihelio de Sedna —76 ua— está demasiado lejos para haber sido influido por la gravedad de Neptuno. Debido a que está mucho más cerca del Sol de lo esperable para un objeto de la nube de Oort y que tiene una inclinación más o menos similar a la de los planetas y a la de los objetos del cinturón de Kuiper, lo describieron como un «objeto de la nube de Oort interior», situado en el disco que va desde el cinturón de Kuiper a la parte esférica de la nube.
Si Sedna se formó en su ubicación actual, el disco protoplanetario original debió haberse extendido hasta 75 ua desde el Sol. Además, la órbita inicial de Sedna debió ser circular porque de lo contrario no podría haberse formado por el acrecimiento de cuerpos más pequeños, ya que las grandes velocidades relativas entre los planetesimales habrían sido demasiado perjudiciales. Por lo tanto, debió ser una interacción gravitatoria con otro cuerpo la causante de su actual órbita excéntrica. En el artículo inicial, los descubridores sugirieron tres posibles candidatos para el cuerpo perturbador: un planeta oculto más allá del cinturón de Kuiper, una estrella en tránsito o una de las estrellas jóvenes integradas con el Sol en el cúmulo estelar en el que se formó. Concretamente respaldaron esta última hipótesis, aduciendo que el afelio de Sedna, de aproximadamente 1000 ua —relativamente cerca en comparación con el de los cometas de periodo largo—, no está lo suficientemente lejos como para verse afectado por estrellas en tránsito en sus actuales distancias al Sol. Propusieron que la órbita de Sedna se explica mejor si el Sol se hubiera formado en un cúmulo abierto de estrellas que se disoció gradualmente con el tiempo. Otros astrónomos avanzaron posteriormente en esta hipótesis. Simulaciones por computadora muestran que múltiples tránsitos entre las estrellas jóvenes de dichos cúmulos abiertos podrían provocar en muchos objetos órbitas semejantes a las de Sedna. Un estudio sugiere que la explicación más probable de la órbita de Sedna es que fue perturbada por una estrella que transitaba cerca —a unas 800 ua— durante los primeros 100 millones de años de la existencia del sistema solar aproximadamente.

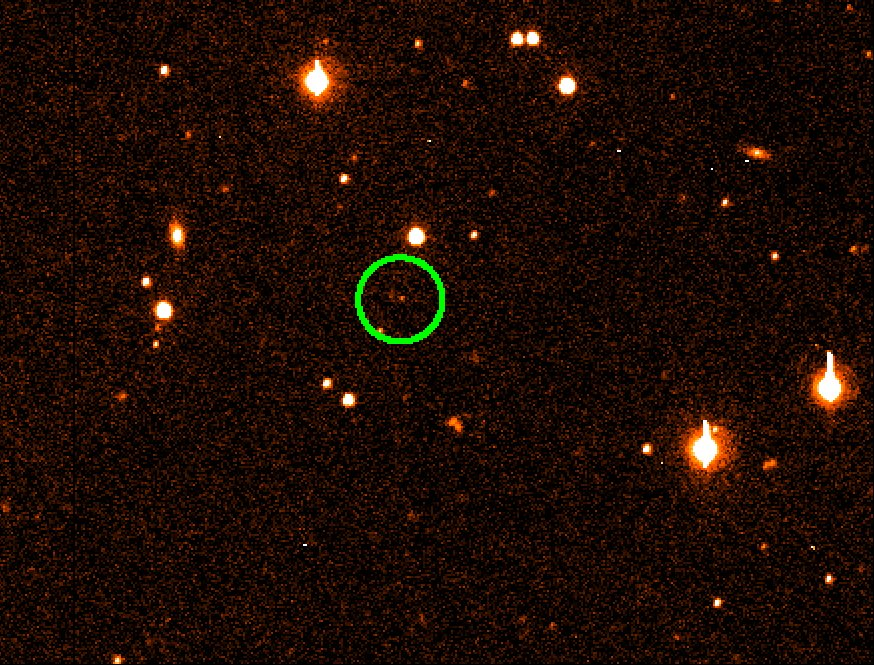
Imagen del descubrimiento de Sedna tomada con el Telescopio Schmidt de cuarenta y ocho pulgadas del Observatorio Palomar —ahora llamado Telescopio Samuel Oschin.

Varios astrónomos avanzaron en la hipótesis del planeta transneptuniano de varias maneras. Un escenario involucra perturbaciones de la órbita de Sedna por un cuerpo hipotético de tamaño planetario en el interior de la nube de Oort. Simulaciones recientes muestran que las características orbitales de Sedna podrían explicarse por perturbaciones de un objeto de la masa de Neptuno a 2000 ua —o menos—, una masa de Júpiter a 5000 ua, o incluso un objeto de masa terrestre a 1000 ua. Las simulaciones por computadora sugirieron que la órbita de Sedna pudo ser causada por un cuerpo del tamaño de la Tierra, expulsado hacia el exterior por Neptuno, a principios de la formación del sistema solar y que hoy en día se encontraría en una órbita alargada de entre 80 y 170 ua del Sol. Se han realizado varios estudios del cielo sin detectar objetos del tamaño de la Tierra a una distancia aproximada de 100 ua. Sin embargo, es posible que dicho objeto haya sido expulsado fuera del sistema solar después de la formación de la nube de Oort interior.
Algunos astrónomos han sugerido que la órbita de Sedna es el resultado de la influencia de una compañera del Sol situada a miles de unidades astronómicas. Una de esas estrellas hipotéticas es Némesis, una compañera oscura del Sol propuesta como responsable de la supuesta periodicidad de las extinciones masivas en la Tierra por impactos cometarios, el registro de impactos lunares y los elementos comunes orbitales de una serie de cometas de periodo largo. Sin embargo, no hay hasta la fecha evidencia directa de la existencia de Némesis y muchas líneas de investigación, por ejemplo las que involucran el índice de craterización, han puesto en tela de juicio su existencia. Astrónomos que apoyan esta hipótesis han sugerido que un objeto de cinco veces la masa de Júpiter que se encuentre aproximadamente a 7850 ua del Sol podría provocar en un objeto una órbita como la de Sedna.
Otras hipótesis sugieren que Sedna no se originó en nuestro sistema solar, sino que fue capturado por el Sol procedente de un sistema planetario extrasolar en tránsito, específicamente del de una enana marrón con una masa unas veinte veces menor que la del Sol.

## Población

Representación artística de la superficie de Sedna, mostrando la Vía Láctea, Antares, el Sol y Espiga en el cielo. El Sol aparece como un mero punto de luz, distendido por el polvo. La superficie de Sedna es hielo rojo, brillando tenuemente a la luz del sol del mediodía.

La órbita altamente elíptica de Sedna indica que la probabilidad de detectarlo fue de aproximadamente 1 en 80, lo que sugiere que, a menos que su descubrimiento fuese una casualidad, podrían existir en su región entre cuarenta y ciento veinte objetos del tamaño de Sedna. Esto sugiere que Sedna podría ser el primer elemento de una serie de congelados que se ubican entre el cinturón de Kuiper y la nube de Oort denominada «población de Sedna». Otro objeto, (148209) 2000 CR105, tiene una órbita similar, pero menos extrema: cuenta con un perihelio de 44.3 ua, un afelio de 394 ua, y un periodo orbital de 3240 años. Pudo ser afectado por los mismos procesos que Sedna.
Cada uno de los mecanismos propuestos para la órbita extrema de Sedna dejaría una marca distintiva de la estructura y la dinámica de una población más amplia. Si el responsable fue un planeta transneptuniano, todos esos objetos compartirían aproximadamente el mismo perihelio (≈ 80 ua). Si Sedna fue capturado desde otro sistema planetario que gira en la misma dirección que el sistema solar, entonces todos los miembros de la población de Sedna tendrían inclinaciones relativamente bajas y poseerían semiejes mayores que van desde 100 hasta 500 ua. Si rotara en dirección opuesta se formarían dos poblaciones: una con inclinación baja y otra con inclinación alta. La gravedad de las estrellas perturbadoras produciría una amplia variedad de perihelios e inclinaciones, dependientes del número y el ángulo de tales encuentros.
Obtener una muestra más grande de esos objetos podría ayudar a determinar cuál es el escenario más probable. «Yo diría que Sedna es un registro fósil del sistema solar temprano», dijo Brown en 2006. «Con el tiempo, cuando se encuentren registros de otros fósiles, Sedna nos ayudará a comprender cómo se formó el Sol y el número de estrellas cercanas al Sol cuando se formó». En 2007-2008 Brown, Rabinowitz y Megan Schwamb trataron de localizar otro miembro de la población hipotética de Sedna. Aunque el estudio era sensible a los movimientos a 1000 ua y descubrió al candidato a planeta enano Gonggong, no se detectaron nuevos cuerpos en órbitas como la de Sedna. Las simulaciones posteriores que incorporan los nuevos datos sugieren que en esta región probablemente existen alrededor de cuarenta objetos del tamaño de Sedna. Otro estudio realizado en 2011 encontró dieciocho objetos del sistema solar exterior, catorce de los cuales eran objetos transneptunianos desconocidos. Varios de estos objetos podrían estar en equilibrio hidrostático y ser por tanto planetas enanos. El estudio concluyó que, en comparación con la población principal del cinturón de Kuiper y para los objetos mayores (H < 4.5 mag), la población del disco disperso parece tener pocas veces más objetos, mientras que la población de Sedna puede ser varias veces mayor.

## Clasificación
El Centro de Planetas Menores, que cataloga oficialmente los objetos en el sistema solar, clasifica a Sedna como un objeto disperso. Sin embargo, este grupo está fuertemente cuestionado y muchos astrónomos sugirieron que, junto con algunos otros objetos —por ejemplo, (148209) 2000 CR105—, se colocara en una nueva categoría de objetos distantes que podría llamarse «objetos de disco dispersos extendidos» —E-SDO—, «objetos desprendidos», «objetos dispersos a distancia» —DDO— o «dispersos-extendidos» en la clasificación oficial de la Deep Ecliptic Survey.
El descubrimiento de Sedna volvió a plantear el interrogante sobre qué objetos astronómicos deben considerarse planetas y cuáles no, algo que ya se planteó con motivo del descubrimiento de Quaoar. El 15 de marzo de 2004, varias agencias de noticias informaban de que «se había descubierto el décimo planeta». Sin embargo, el 24 de agosto de 2006, la Unión Astronómica Internacional redefinió en Praga lo que debe entenderse por planeta, exigiendo que debía haber despejado la vecindad alrededor de su órbita —dominancia orbital—. Se estima que Sedna tiene un parámetro Stern–Levison mucho menor que 1, y por tanto no se puede considerar que despejó su entorno, aunque no se descubrió ningún otro objeto en su proximidad. Para poder ser calificado como planeta enano, Sedna debía mostrar equilibrio hidrostático, es decir, ser esencialmente esférico. Es lo suficientemente brillante y, por lo tanto, suficientemente grande, por lo cual se espera que este sea el caso.

## Exploración
Sedna alcanzará su perihelio en torno a 2075-2076. Esta aproximación al Sol ofrece una oportunidad de estudio que no volverá a ocurrir en 12 000 años. Debido a que Sedna pasa gran parte de su órbita más allá de la heliopausa, el punto en el que el viento solar da paso al medio interestelar, examinar la superficie de Sedna proporcionaría información única sobre los efectos de la radiación cósmica, así como las propiedades del viento solar en su mayor extensión. En 2011 se calculó que una misión de sobrevuelo a Sedna podría durar 24.48 años utilizando una asistencia gravitatoria de Júpiter, produciéndose el hipotético lanzamiento el 6 de mayo de 2033 o el 23 de junio de 2046. Sedna estaría a 77.27 o 76.43 ua del Sol cuando la nave espacial llegara cerca de finales de 2057 o 2070, respectivamente. Otras trayectorias de vuelo potenciales implican asistencias gravitatorias de Venus, la propia Tierra, Saturno y Neptuno, así como de Júpiter. Sedna, además de estar en el listado del sitio web de exploración del sistema solar de la NASA, la Universidad de Tennessee también elaboró en 2023 un proyecto sobre la posibilidad de exploración de Sedna con un aterrizador, según su órbita.